# 安德魯·休爾薩格
安德魯·休爾薩格（丹麥語：Andrew Hjulsager，1995年1月15日—）是丹麥的一位足球運動員。現效力於丹麥超級足球聯賽球隊維積利，在場上的位置是攻擊型中場。他也曾在布隆德比足球俱樂部效力，在2017年以110萬歐元轉會皇家維戈塞爾塔。他也代表丹麥U21國家隊參賽並參加了2017年歐洲U21足球錦標賽。

## 外部連結
- 安德魯·休爾薩格在BDFutbol中的档案
- Andrew Hjulsager （页面存档备份，存于） DBU-statistics
- Soccerway資料庫：安德魯·休爾薩格